# Katastrofa lotu Flydubai 981
Katastrofa lotu Flydubai 981 – katastrofa samolotu typu Boeing 737-8KN emirackich tanich linii lotniczych Flydubai, lecącego z Dubaju do Rostowa nad Donem, która wydarzyła się 19 marca 2016 roku. W katastrofie samolotu zginęły 62 osoby (55 pasażerów i 7 członków załogi) – wszyscy na pokładzie. Jest to pierwszy wypadek z udziałem samolotu należącego do linii Flydubai.

## Przebieg lotu

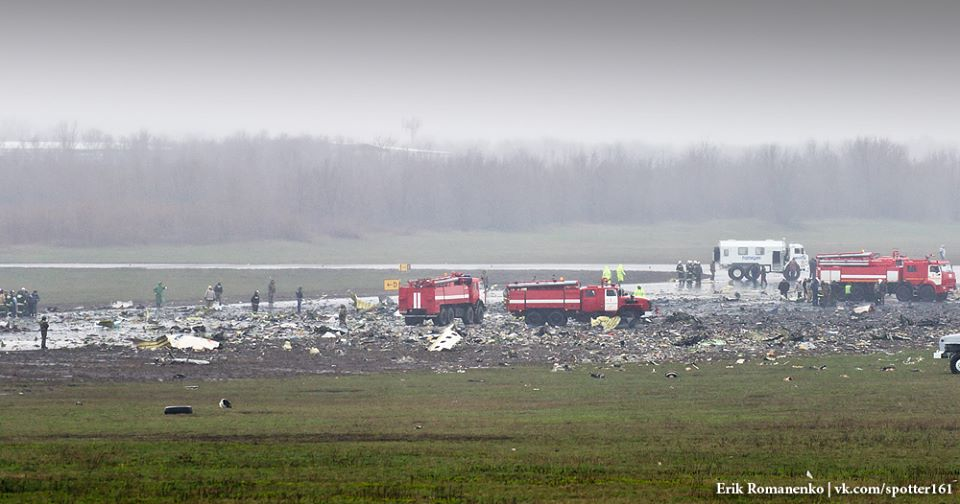
Miejsce katastrofy

Boeing 737-8KN odbywał nocny lot z Dubaju do Rostowa nad Donem. Samolot wystartował z Dubaju o 21:45 czasu lokalnego. Około godziny 1:30, samolot rozpoczął podchodzenie do lądowania. Nad lotniskiem padał ulewny deszcz oraz wiał porywisty wiatr. Załoga wykonała nieudaną próbę podejścia na pas 22 o godzinie 1:41, po czym odleciała na drugi krąg. Kontrola lotu skierowała załogę do strefy oczekiwania (na FL150), gdzie samolot spędził następne 2 godziny, oczekując na poprawę warunków atmosferycznych. O godzinie 3:43, załoga wykonała drugą próbę lądowania, która zakończyła się katastrofą. Boeing uderzył w ziemię w okolicy progu pasa startowego 22, po czym maszyna rozpadła się i stanęła w płomieniach. Zginęły wszystkie 62 osoby przebywające na pokładzie.

## Przyczyny katastrofy
W listopadzie 2019 roku Międzypaństwowy Komitet Lotniczy (MAK) opublikował końcowy raport śledztwa dot. katastrofy. Główną przyczyną wskazaną przez śledczych była utrata kontroli nad samolotem przez pilotów. Do tego stanu rzeczy doprowadziły zarówno trudne warunki atmosferyczne, które panowały na lotnisku w momencie katastrofy, jak i czynniki psychologiczne i ogólne przemęczenie załogi statku powietrznego. 

## Pasażerowie i załoga
Feralnego dnia, na pokładzie samolotu znajdowały się 62 osoby – 55 pasażerów i 7 członków załogi. Kapitanem samolotu był Aristos Sokratous (lat 38) – obywatel Cypru, drugim pilotem był Alejandro Álava Cruz – obywatel Hiszpanii. 
Tabela narodowości pasażerów i załogi.
| Kraj       | Pasażerowie | Załoga | Razem |
| ---------- | ----------- | ------ | ----- |
| Rosja      | 44          | 1      | 45    |
| Ukraina    | 8           | –      | 8     |
| Hiszpania  | –           | 2      | 2     |
| Indie      | 2           | –      | 2     |
| Cypr       | –           | 1      | 1     |
| Kirgistan  | –           | 1      | 1     |
| Kolumbia   | –           | 1      | 1     |
| Seszele    | –           | 1      | 1     |
| Uzbekistan | 1           | –      | 1     |
| Razem      | 55          | 7      | 62    |